# Podmaniczky Frigyes-emlék
A Podmaniczky Frigyes-emlék Kő Pál és Balikó Gyula alkotása, amit 1991-ben avattak föl a Podmaniczky Frigyes téren.

## Az emlékmű leírása
A szobor 20. századi környezetéül szolgáló Podmaniczky Frigyes tér historizáló épületei és az egyszerre forgalmas és félreeső belvárosi jelleg ugyan kedvező adottságú volt, de az építmények – a metróépület és tartozékai, a trolivégállomás, a föld alatti WC, a hamarosan gondozatlan növényzet és az árusbódék – összevisszasága mégis megnehezítette a tervezést. Ezért a művész olyan eklektikus építményt alkotott, mely ebben a közegben is megállja a helyét, látványában és funkciótöbbletével (mint találkozóhely) egyértelműen emeli a tér színvonalát. 2019-ben a tér átrendezésekor restaurálták és áthelyezték a Bajcsy-Zsilinszky úti oldalról az Arany János utcai délnyugati sarokra.
A mintegy négy méter (az MMA honlapján 350 centiméter) magas építmény központi részét a Podmaniczky Frigyes 120 centiméteres bronzszobrát magába foglaló kőfülke alkotja. Talapzata körhasábokból áll, amit támlás padelemek gyűrűje vesz körül. Felül egy zöldes színűre festett – a bazilikával és az eredeti metrószellőző műtárgyak vonalaival harmonizáló – öntöttvas kupola zárja le, a lanterna helyén egy órával. A szobor a bárót egy kis, Pallasz Athéné szobrot – Carlo Adami Városvédő Paliasz Athénéját, aki kezéből kilopták a lándzsát – tartva ábrázolja. Ezzel Ráday Mihály nevezetes tévéműsorának címére utalt: „Unokáink sem fogják látni, avagy Pallasz Athéné kezéből olykor ellopják a lándzsát...”.

## Története
Báró Podmaniczky Frigyes neve 1945 után tabu volt. Ráday Mihály volt az első, aki 1982-ben egy tanulmányt írt róla. Ekkor kezdeményezte, hogy Kő Pál szobrász készítsen egy emlékművet a jeles embernek, mert ahogy fogalmazott: a lakosságnak is tudnia kell, kinek köszönheti ezt a csodálatos várost, hogy voltak nagy emberek, akiknek a nevéhez fűződik a főváros fejlesztése, hogy amikor egyesítették a városrészeket, mindössze háromszázezer lakosa volt, s a millenniumra több mint hatszázezer. Szeretnénk, ha a fiatalság úgy említené ezt az emlékhelyet, hogy - „találkozunk a Podmaniczkynál”. Az emlékmű terve még abban az évben, a szobor modellje pedig 1986-ra el is készült.
Budapest városvédői 1983-ra elérték, hogy Podmaniczky Frigyest „rehabilitálják”, így a Fővárosi Tanács egy addig névtelen belvárosi közteret, az Arany János utcai metróállomást övező teret nevezi el róla. A Helikon Kiadó ekkor kiadta a báró naplóját, a Budapesti Városszépítő Egyesület pedig elkészíttette Kő Pállal (aki a Podmaniczky-érmet is megalkotta) a szobor tervét, de a döntéshozók akkor még túl korainak ítélték. Az engedélyt végül Budapest utolsó tanácselnöke adta ki. Végleges formáját Kő Pál szobrász- és Balikó Gyula iparművészek által nyerte el.
A műalkotás mégis befejezetlen, mivel nem kerültek fel azok a „függők” a kupola peremére, amik a Fővárosi Közmunkák Tanácsának egykoron közműveken használatos emblémáit örökítették meg, valamint a zászlótartó árboc szélkakasként forgó fémzászlaja, melyeket a művész eredetileg a mű részeként képzelt el. Az emlékművön a megörökített nevén és születési-halálozási dátumon kívül eredetileg szerepelt még egy Podmaniczky Frigyesnek tulajdonított (de valójában valószínűleg az unokatestvérétől, Podmaniczky Sándortól származó) idézet is, mely azonban az avatás előtt – a Budapest Galéria felelős főigazgatójának tanácsára – eltávolításra került: „Minden csak átmenet”.
A szobrot 1991. december 4-én délelőtt Demszky Gábor főpolgármester avatta fel. Akkor az M3-as metró Arany János utcai állomásépülete mellett, a Bajcsy-Zsilinszky úti részen, a Zichy Jenő utca torkolatával szemben helyetrék el. Az alkotás a főváros finanszírozásával valósult meg. Az eseményen az emlékművet megalkotó Kő Pál és a kezdeményező Ráday Mihály is részt vett.
2019-ben a Podmaniczky Frigyes tér átalakításával egyidőben, a szobrásszal egyeztetve az alkotást restaurálták. A felújítás után a tér délnyugati részén kapott helyet.